# José da Terra Brum, 1.º Barão de Alagoa
José Francisco da Terra Brum, 1.º Barão de Alagoa (Horta, 10 de março de 1776 — Horta, 22 de janeiro de 1842), foi um morgado, grande terratenente nas ilhas do Faial e Pico, vitivinicultor e comerciante exportador de vinhos, que se notabilizou pelo seu apoio à causa liberal durante a fase inicial da Guerra Civil Portuguesa.
Terra Brum foi o primeiro titular do título de Barão de Alagoa, um título nobiliárquico criado por D. Maria II por Decreto de 22 de Dezembro de 1841.
Terra Brum foi descendente de Josse van Aertrycke, fidalgo flamengo, um dos primeiros colonizadores do Faial no século XV.

## Infância
Nasceu na cidade da Horta, na ilha do Faial, filho do morgado Francisco Inácio Brum Terra e de sua mulher, Joaquina Clara de Noronha, filha de João Inácio Homem da Costa Noronha, da ilha Terceira, e de sua esposa Clara Mariana Xavier de Noronha Côrte-Real, uma família da melhor aristocracia local.
Os antepassados de José Francisco, os Terras e os Brums, eram considerados das famílias mais antigas e ilustres do Faial.

## Carreira
Durante a sua vida, Terra Brum tornou-se um dos maiores proprietários de terras do Faial. Como detentor de grandes propriedades rurais, era conhecido como o morgado. As suas propriedades situavam-se ao longo da ribeira da Conceição e da chamada costa da Alagoa, na então periferia da cidade da Horta, no Faial. Também possuía e mantinha propriedades de viticultura na vizinha ilha do Pico, onde foi um dos maiores produtores de vinho verdelho.
Em agosto de 1822, José Francisco Terra Brum fez uma doação de quatro pipas de vinho ao Estado Português, enviadas a bordo do iate Conceição e Almas, comandado pelo mestre António Gomes de Paiva. A oferta foi comunicada às Cortes Gerais e Extraordinárias da Nação Portuguesa, que determinaram o seu encaminhamento ao Governo para que as pipas fossem recebidas e destinadas conforme precedentes anteriores. O assunto foi tratado oficialmente pela Secretaria de Estado dos Negócios da Fazenda, sendo os despachos assinados por Sebastião José de Carvalho e João Baptista Felgueiras, respetivamente nos dias 5, 8 e 9 de agosto de 1822, a partir do Palácio de Queluz e do Paço das Cortes.
Por decreto de 7 de dezembro de 1832, D. Pedro, Duque de Bragança, criou uma comissão encarregada de organizar um novo empréstimo nas ilhas dos Açores. A comissão foi composta por sete membros, incluindo o Visconde de Bruges, o Barão de Noronha, e personalidades de relevo local como António Mariano de Lacerda (sub-prefeito de Vila da Horta), Manuel de Medeiros da Costa Canto e Albuquerque, Jacintho Ignácio Rodrigues da Silveira, José Francisco da Terra Brum e Duarte Borges da Câmara Medeiros. Esta comissão teve como funções organizar a emissão de acções, assegurar a amortização e garantir o pagamento através das receitas das alfândegas e bens públicos das ilhas que ainda não tivessem aplicação específica.
Em 1832, hospedou o Duque de Bragança, futuro Rei D. Pedro IV, em sua casa na Horta, tendo a Câmara Municipal reconhecido esse gesto com uma lápide comemorativa em 1877. Durante esta visita, o morgado Terra contou com a presença de toda a sua família, incluindo a sua esposa, dez filhos e vários criados.

## Causa liberal
Foi um destacado adepto da causa liberal. Quando ocrreu a revolta liberal da Horta em 1820, fez parte da Junta Governativa da Horta. Com o seu prestígio e poder financeiro, dirigiu a organização dos batalhões de voluntários faialenses que se incorporaram no exército libertador, que protagonizou o desembarque no Mindelo.
Em 4 de Janeiro de 1824, os membros da Junta Provisional da Comarca da Horta enviaram uma mensagem de felicitação ao Congresso das Cortes, saudando a sua instalação e expressando a sua firme adesão ao sistema constitucional vigente. A mensagem destacou o entusiasmo patriótico dos signatários e o seu compromisso com o novo pacto social da Nação Portuguesa. Entre os subscritores do documento encontravam-se José Francisco da Terra Brum, juntamente com Estácio Machado de Utra Telles, Francisco Xavier da Silva e Serapião Peregrino Ribeiro.

## Honras
Foi um dos morgados mais importantes das ilhas do Faial e Pico, tendo sido tenente-coronel de milícias, capitão-mor do Faial (por patente de 14 de março de 1818, por vaga deixada pelo seu primo Jorge da Cunha Brum Terra e Silveira), fidalgo cavaleiro da Casa Real por sucessão dos seus ascendentes (confirmada por alvará de 30 de abril de 1794), membro do Conselho de Sua Majestade Fidelíssima (por carta régia de janeiro de 1834), cavaleiro da Ordem de Cristo.
Em 1832, após a implantação do regime liberal nos Açores, foi nomeado por D. Pedro IV coronel de voluntários. Pelos serviços prestados à causa liberal, em 1834, foi-lhe dada a carta de conselheiro, em 1841, a rainha D. Maria II agraciou-o com o título de Barão de Alagoa, em duas vidas, tomando como solar do título as terras que o agraciado detinha no lugar da Alagoa, junto à foz da ribeira da Conceição. Também possuía o grau de cavaleiro da Ordem de Cristo.

## Casamento e descendência
Casou com Francisca Paula Terra Brum da Silveira Leite de Noronha, sua prima, filha de João José Brum, morgado, doutor de capelo, fidalgo e cavaleiro da Casa Real, e de Mariana Victoria de Noronha, da nobreza da ilha Terceira. Com este casamento, o grande morgado herdado dos pais reuniu o da sua consorte, ainda maior. Os antepassados de Francisca Paula Brum e Silveira, cujos antepassados, os Silveiras, eram também membros importantes da aristocracia do Faial e detentores de um grande morgadio.
Juntos tiveram um total de onze filhos, dos quais o primogénito e o nono foram o 2.º e o 3.º Barão de Alagoa, respectivamente. Tiveram a seguinte descedência:
- Joaquina Emília da Terra Brum (1806 — 1881). Casou, em primeiras núpcias, em 1834, com José Francisco da Câmara Berquó. Casou, em segundas núpcias, em 1843, com José Maria de Sequeira.
- José Francisco da Terra Brum, 2.º Barão de Alagoa (1809 — 1844);
- Francisca Emília Terra (1812 — 1900). Casou, em 1843, com João Bettencourt de Vasconcelos Corrêa e Ávila (1806 — 1868);
- Rita Emília Brum (1814 — 1829);
- João José (1816 — 1831);
- Francisco Inácio da Terra Brum (1817 — 1881);
- Tomás José Brum Terra (1818 — 1906). Casou, em 1841, com a sua prima Maria Madalena Cunha (1817 — 1884), de quem teve descendência;
- Manuel (1820). Faleceu na infância;
- Maria José Brum Terra (1822 — 1903). Casou, em 1845, com o seu primo Jorge da Cunha Menezes Brum;
- Manuel Maria Terra Brum, 3.º Barão de Alagoa (1825 — 1905);
- João José Paim Brum Terra (1829 —?). Casou, em 1868, com Adelaide Vasconcelos, natural da cidade de Angra.

Fora do matrimónio, Terra Brum teve os seguintes filhos com Olinda Mariana:
- Eulália Joaquina Terra (1821 — 1903);
- Olinda Terra (1823 — 1905);
- Florêncio José Terra Brum (1825 — 1877). Casou em 1854, com Maria dos Anjos da Silva Sarmento (? — 1919), tiveram três filhos e um neto. Pai do escritor açoriano Florêncio Terra.

## Morte e sucessão
Após a morte de José Francisco, em 22 de janeiro de 1842, o seu filho mais velho, José Francisco da Terra Brum, tornou-se o 2.º Barão de Alagoa. O segundo Barão Terra Brum faleceu em 1844, extinguindo o título.
Em 1901, o Rei D. Carlos restabeleceu o baronato a favor de Manuel Maria da Terra Brum, o nono filho de José Francisco, que, tal como o seu pai, era um dos maiores viticultores do Pico e uma figura pública de relevo em ambos os lados do Canal Faial-Pico.